# Renoncule de Carinthie
Ranunculus carinthiacus
Espèce
La Renoncule de Carinthie (Ranunculus carinthiacus) est une espèce de plantes de la famille des Renonculacées.